# Kokhir Rasulzoda
Kokhir Rasulzoda (em Tadjique : Қоҳир Расулзода; em Persa: قاهر رسول‌زاده) (Ghafurov, RSS Tajique, 8 de março de 1961) é um político tajique e atual Primeiro ministro do Tajiquistão desde 2013, foi também Governador da província de Sughd de 2007 a 2013.